# GXG Markets
GXG Markets war ein europäischer regulierter Markt, der einen Wertpapiermarkt mit Schwerpunkt auf KMU-Unternehmen betrieb, indem er eine dreistufige Marktstruktur mit einem OTC-Segment (Over-the-Counter) namens GXG First Quote (eine Informations- und Handelsplattform für professionelle Anleger), einem multilateralen Handelssystem (MTF) namens GXG Main Quote und einem regulierten Markt namens GXG Official List betrieb. Sie war von 1998 bis 2015 aktiv. Der Hauptsitz befand sich in Horsens, Dänemark.

## Geschichte
GXG Markets wurde ursprünglich 1998 als Dansk Autoriseret Markedsplads gegründet. Das Unternehmen war das erste Unternehmen, das von der dänischen Finanzaufsichtsbehörde die Genehmigung erhielt, auf einem autorisierten Marktplatz tätig zu sein. Im August 2010 wurde das Unternehmen von der schwedischen GXG Global Exchange Group übernommen. Sie behielten den Vorsitzenden der Gruppe, Carl-Johan Hogbom, und den CEO Peter Almberg, die bis zum Zeitpunkt der Schließung im Unternehmen blieben, jedoch keine geschäftsführende Kontrolle hatten.
Im Mai 2015 stellte die dänische Finanzdienstleistungsbehörde ernsthafte Fragen zur Geschäftstätigkeit der GXG. Sie erklärten, „dass GXG seine eigenen Regeln und internen Richtlinien wiederholt und grob vernachlässigt und missachtet hat. Als Folge dieser Vernachlässigung hat GXG sich selbst und den Markt genau den gleichen Risikoelementen ausgesetzt, die mit denselben Regeln verwaltet und gemindert werden sollen. Vor diesem Hintergrund kommt Finanstilsynet zu dem Schluss, dass GXG es versäumt hat, seinen regulierten Markt und seine multilateralen Handelseinrichtungen angemessen und angemessen zu betreiben. Ein solches Vorgehen ist mit der Fortführung der Lizenzen des Unternehmens unvereinbar und daher Finanstilsynet ist der Ansicht, dass die Lizenzen des Unternehmens entzogen werden sollten.“ Trotz der Versuche, eine neue Regulierungsbehörde zu finden, kündigte GXG daher am 29. Juni 2015 an, alle neuen Notierungen einzustellen. Am 6. Juli gab sie bekannt, dass sie beschlossen habe, mit dem letzten Handel am Markt am 18. August zu schließen.